# 捷克航空
捷克航空（捷克語：České aerolinie）是捷克的國家航空公司，也是前捷克斯洛伐克的國家航空公司，以布拉格瓦茨拉夫·哈維爾機場為基地。該公司之航線飛往5個目的地共2個國家，當中包括所有歐洲主要城市及一些北美、亞太、中東及北非等地，它同時提供包機及貨運業務。2006年，它運載了超過550萬名旅客，飞行常客獎勵計劃稱為「OK Plus Frequent Flyer Programme」。
捷克航空是世界上最古老的航司之一，但由於長年的獲利不佳，陸續停掉北美及歐陸主要城市的航線，使得捷克官方持有者決定出售股權，以圖轉型，終於在2013年4月10日，大韓航空宣布以39億韓圜收購捷克航空44%的股份，成為捷克航空第一大股東，並在入股之後實施一連串的改革，使公司在2015年上半年首度出現近十年來首度的獲利。韓航隨後在2017年10月售出捷克航空全部股權給捷克低成本航空公司Travel Service。2019年捷克航空签署了4架A220-300型客机，还将3架A320neo订单全部升级为A321XLR客机，A220-300将安排单一客舱149座，而A321XLR将安排两舱格局共195座。
但疫情的打擊下，2021年3月10日，捷克一家地方法院宣布捷克航空公司破产。剛剛撐過百週年的捷克航空，宣布2024年10月26日，將正式結束所有商業航班運營，使其營運時間共計達到101年，不過捷克航空品牌將繼續存在，並將運營移交給Smartwings AOC上運作，轉型為控股公司。

## 航點與代碼共享

### 代碼共享
捷克航空於停止營運前與以下航空公司簽訂代碼共享協議：
- 捷克旅行航空（英语：Travel Service (airline)）
- 俄羅斯航空
- 烏拉爾航空
- 白俄羅斯航空
- 波羅的海航空
- 保加利亞航空
- 羅馬尼亞航空
- 芬蘭航空
- 伏林航空
- 法國航空
- 荷蘭皇家航空
- 義大利航空
- 馬爾他航空
- 西班牙國家航空
- 歐洲航空
- 達美航空
- 墨西哥國際航空
- 亞塞拜然航空
- 中東航空
- 阿提哈德航空
- 中華航空
- 中國南方航空
- 海南航空
- 大韓航空
- 越南航空

### 航點

#### 亞洲
- 亞美尼亞：葉里溫-茲瓦爾特諾茨國際機場
- 賽普勒斯：拉納卡-拉納卡國際機場
- 以色列：特拉維夫-本-古里安國際機場
- ：阿拉木圖-阿拉木圖國際機場
- 阿联酋：阿布達比-阿布達比國際機場
- ：塔什干-塔什干國際機場
- ：首爾-仁川國際機場

#### 歐洲
- 白俄羅斯：明斯克-明斯克國際機場
- 比利时：布魯塞爾-布魯塞爾國際機場
- 保加利亚：索菲亞-索菲亞機場
- ：薩格勒布-薩格勒布機場
- 丹麦：哥本哈根-哥本哈根機場
- 爱沙尼亚：塔林-塔林倫納特·梅里機場
- 芬兰：赫爾辛基-赫爾辛基－萬塔機場
- 法國：巴黎-戴高樂國際機場
- 德国：柏林-柏林-泰格爾奧托·利林塔爾機場、法蘭克福-法蘭克福國際機場、杜塞道夫-杜塞道夫國際機場、漢堡-漢堡機場

## 機隊

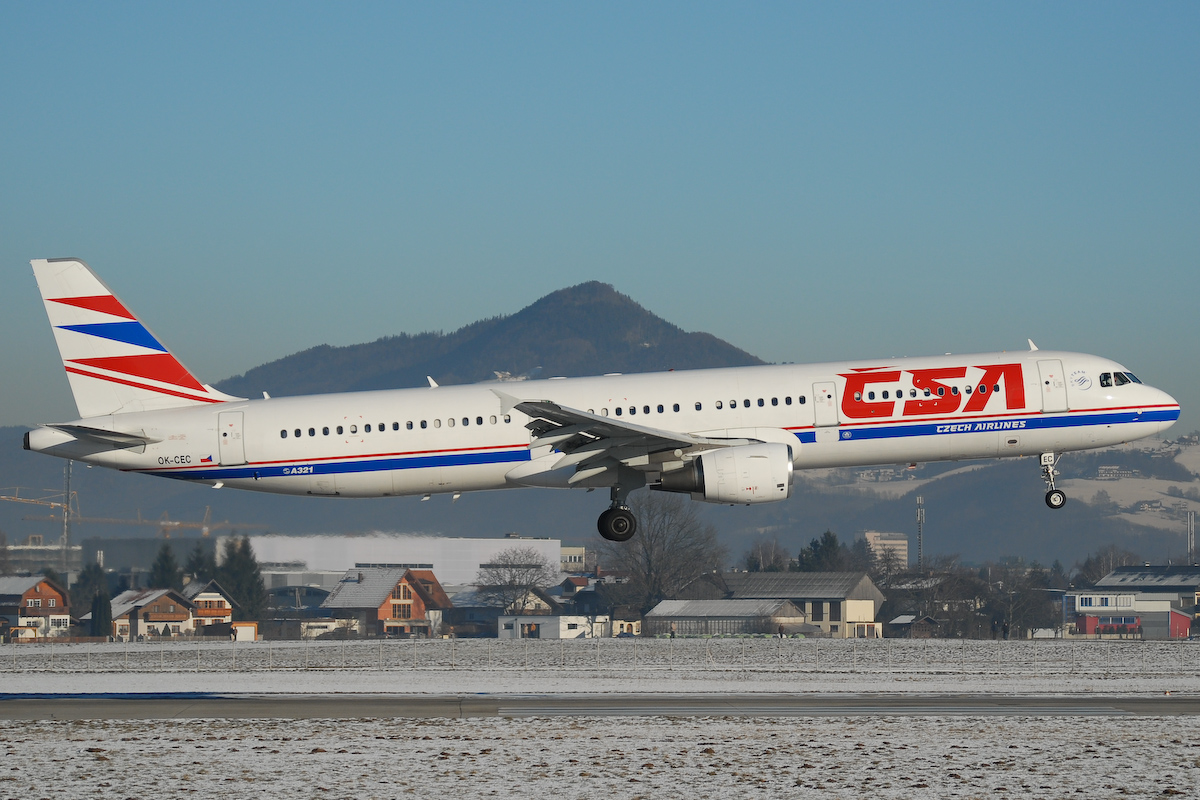
A321

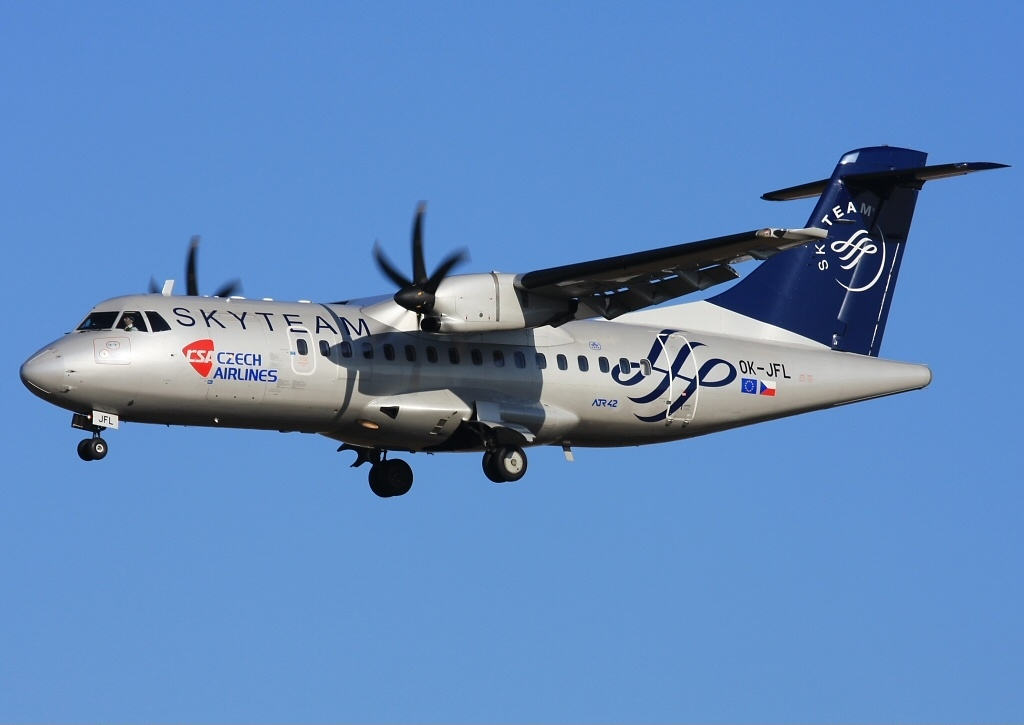
ATR42-500

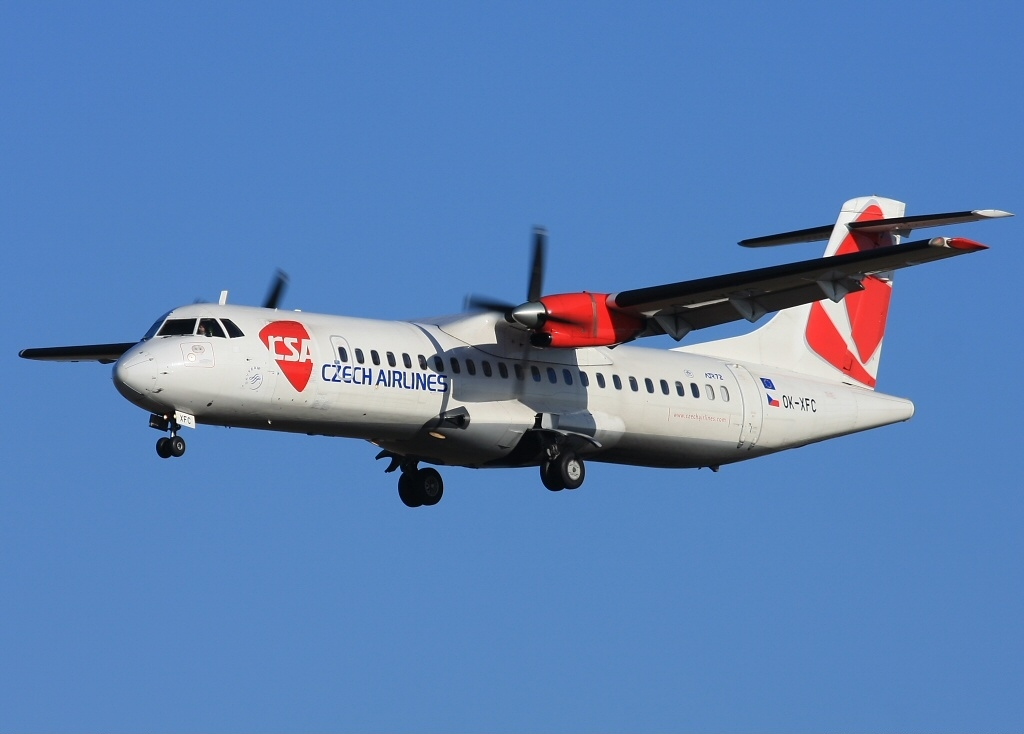
ATR 72-202

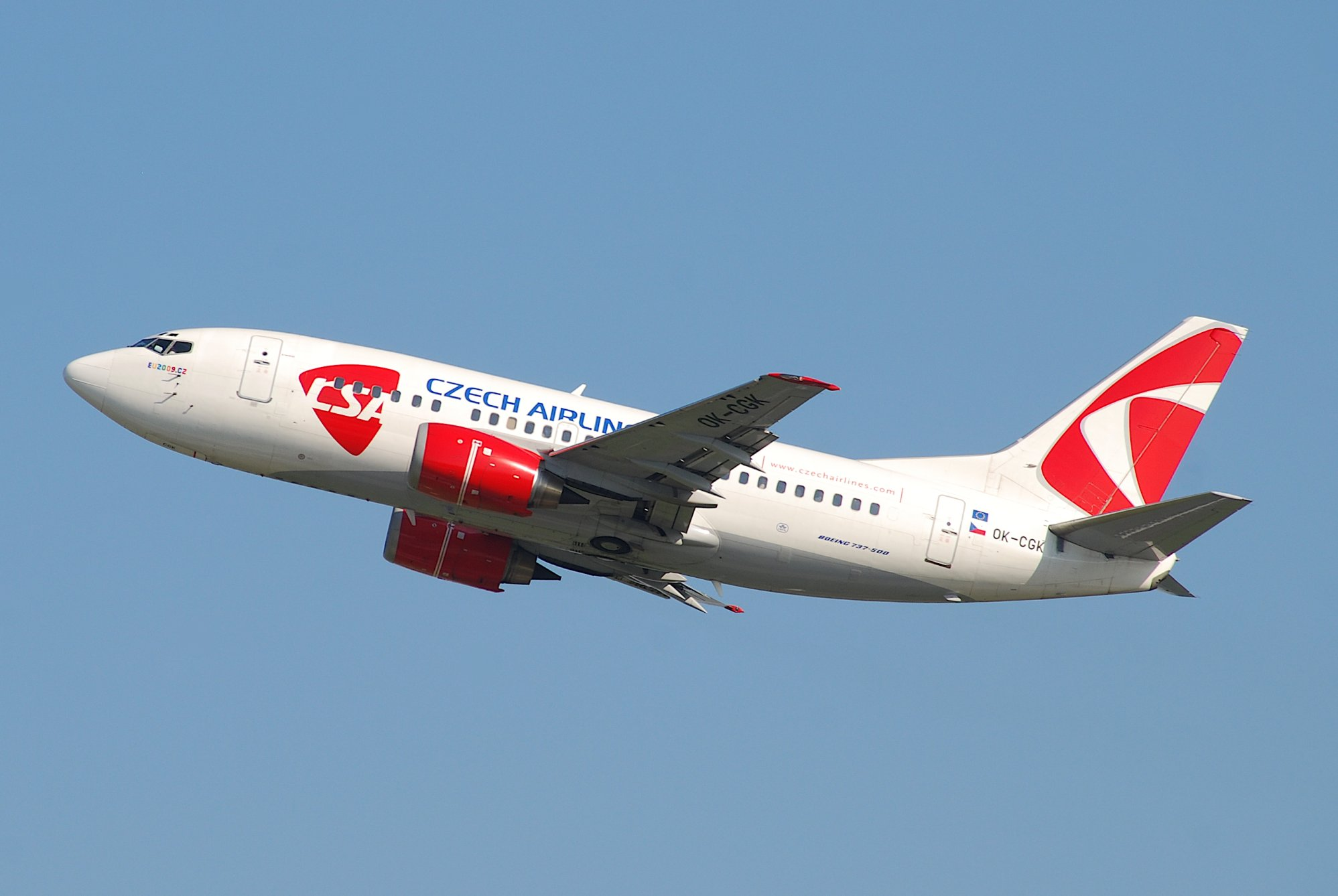
波音737-500

截至2024年3月，捷克航空機隊如下：

## 事故及事件
- 1956年11月24日，捷克斯洛伐克航空一架编号为OK-DBP的伊尔-12执行苏黎世飞往布拉格的548号班机时坠毁于瑞士与西德边境，造成机上包括中国访南美艺术团10名成员及捷克斯洛伐克冰球队部分队员在内的23人全部遇难。[7][8][9]
- 1975年8月20日，一架编号为OK-DBF的伊尔-62执行布拉格经大马士革、巴格达至德黑兰的540号班机（英语：ČSA Flight 540），在向大马士革国际机场进近时坠毁于机场东北17公里处，导致机上126人遇难，2人受伤。[10]
- 1976年7月28日，一架编号为OK-NAB的伊尔-18执行布拉格至布拉迪斯拉发的001号班机（英语：ČSA Flight 001）时坠毁于布拉迪斯拉发的一个湖中，机上76人遇难，3人受伤。[11]

## 外部連結
- 捷克航空官方網站 （页面存档备份，存于）（捷克文）（英文）
- 捷克航空的Facebook專頁
- 捷克航空的Instagram帳戶
- 捷克航空 （页面存档备份，存于）的Youtube官方頻道
- 捷克航空 （页面存档备份，存于）的Linkedin官方帳戶